# Koreas arbetarpartis centrala militärkommission
Koreas arbetarpartis centrala militärkommission är ett organ i Koreas arbetarparti som har ansvar för att koordinera partiets organisationer inom Koreas folkarmé. Dess funktioner liknar det kinesiska kommunistpartiets Centrala militärkommissionen, men den är officiellt underordnad den Nationella försvarskommissionen.

## Sammansättning 2013[1]
- Ordförande: Marskalk Kim Jong-un
- Vice ordförande: Vice marskalk Choe Ryong-hae

1. Vice marskalk Kim Yong-chun, chef för Arbetarpartiets civila försvarsavdelning
2. Vice marskalk Hyon Chol-hae
3. General Kim Kyong-ok, förste vice chef för arbetarpartiets avdelning för vägledning
4. General Kim Won-hong, minister för statssäkerhet
5. General Ri Pyong-chol, befälhavare för Koreanska Folkarméns flygvapen
6. General Choe Pu-il, minister för folkets säkerhet
7. General Yun Jong-rin, befälhavare för centrala gardet
8. General Kim Yong-chol, chef för Nationella försvarskommissionens allmänna byrå för spaning
9. General Kim Kyok-sik, chef för Folkarméns generalstab
10. Generalöverste Choe Kyong-song, befälhavare för elfte armékåren
11. Generalöverste Ri Yong-gil, chef för Folkarméns generalstabs operativa byrå
12. Generalöverste Jang Jong-nam, minister för folkets väpnade styrkor
13. Generallöjtnant Kim Rak-gyom, befälhavare för de strategisk raketstyrkorna
14. Ju Kyu-chang, chef för arbetarpartiets industriella avdelning för maskinkonstruktion